# Метценже, Жан
Жан Метценже (фр. Jean Metzinger; 25 июня 1883, Нант — 3 ноября 1956, Париж) — французский художник, теоретик, писатель, критик и поэт XX века, который вместе с Альбером Глезом написал первый теоретический труд о кубизме. Прошёл творческий путь от неоимпрессионизма через фовизм к кубизму. Его ранние работы, написанные в 1900-1904 годах, были созданы под влиянием неоимпрессионизма Жоржа Сёра и Анри-Эдмона Кросса.

## Жизнь и творчество
Детство и юность Жана Метценже прошли в Нанте. В 1903 году, в возрасте двадцати лет, он приезжает в Париж, чтобы изучать медицину. Вскоре интересы его изменились, и он решает стать художником. В Париже Метценже подружился с художником Робером Делоне и поэтом Максом Жакобом, познакомившим его с Гийомом Аполлинером. У Аполлинера Метценже встречается с Жоржем Браком, Пабло Пикассо и Хуаном Грисом. В 1910 и 1911 годах художник выставляет свои работы в Салоне Независимых, вместе с Делоне, Альбером Глезом и Фернаном Леже. В 1912 году он становится одним из основателей группы "Золотое сечение" (Section d’Or) и, совместно с Глезом, пишет художественный манифест «О кубизме» («Du Cubisme»).
В начале XX столетия следуют многочисленные выставки работ Ж. Метценже — в Осеннем салоне (1911, 1913), «Galerie de la Boétie» (1912) и галерее «Berthe Weil» (1913) в Париже, в галерее «Der Sturm» (1913) в Берлине, в «Montross Gallery» (1916) в Нью-Йорке и др. Международная известность и признание Метценже как художника растут, он получает предложение работать в парижских художественных академиях «Académie de la Palette» и «Académie Arenius». Во время Первой мировой войны художник был призван в армию. По окончании боевых действий возвращается в Париж, где и живёт до конца жизни (за исключением пребывания в Бандоле до 1943 года во время оккупации Франции немцами). В 1950—1953 художник преподаёт в парижской «Académie Frochot».
В своём творчестве Ж. Метценже сперва ориентировался на неоимпрессионистов, что привело его в период между 1905 и 1908 годами к выработке мозаичного узора, что можно рассматривать как первое творческое достижение художника. Эти ранние неоимпрессионистские работы являются своего рода мостом к более поздним, кубистским произведениям. Постепенно стиль Метценже становится всё более геометричным и его художественная композиция совершенствуется благодаря творческому влиянию таких мастеров, как Брак, Пикассо и Грис. Картины Метценже, написанные им в 1909—1910 годах, являются эталонными для определения такого художественного направления, как аналитический кубизм. Однако современная критика для этого стиля была исключительно негативной. В 1920-е годы художник постепенно отходит от кубизма.
В 1910 году Метценже излагает своё видение искусства в теоретической работе «Заметки о живописи».